# Heinrich Pieper (Politiker, 1881)
Heinrich Pieper (* 27. August 1881 in Recklinghausen; † 15. November 1960 in Holzen) war ein deutscher Bergmann und Politiker (SPD, USPD).

## Leben
Nach dem Besuch der Volksschule arbeitete Pieper als Bergmann. Diesen Beruf übte er bis mindestens 1920 in verschiedenen Zechen aus. Als junger Mann schloss Pieper sich 1901 der Sozialdemokratischen Partei Deutschlands (SPD) und der freigewerkschaftlichen Arbeiterbewegung an. Für beide war er bereits früh agitatorisch und organisatorisch tätig.
Während des Ersten Weltkriegs trat Pieper von der SPD in die Unabhängige Sozialdemokratische Partei Deutschlands (USPD) über, einer sich vor allem aus Angehörigen des linken Flügels der SPD rekrutierenden, neugegründete Partei, die sich aufgrund der Gegnerschaft zur Kriegspolitik der SPD-Führung gebildet hatte.
Bei der Reichstagswahl vom Juni 1920 wurde Pieper als Kandidat der USPD in den ersten Reichstag der Weimarer Republik gewählt, dem er bis zum Mai 1924 als Vertreter des Wahlkreises 20 (Westfalen-Süd) angehörte. Bereits 1922 war er zur SPD zurückgekehrt, deren Reichstagsfraktion er sich auch anschloss. 1925 wurde Pieper Parteisekretär der SPD für Dortmund-Hörde.
Nach 1933 wurde Pieper wiederholt in Haft genommen. Ab 1950 amtierte er als Bürgermeister in Holzen.